# دجاجة الماء التسمانية
دجاجة الماء التسمانية (الاسم العلمي: Gallinula mortierii) (بالإنجليزية: Tasmanian Native-hen)‏ هي نوع من الطيور تتبع جنس دجاجة الماء من فصيلة المرعات.